# 日本フットサル連盟
一般財団法人 日本フットサル連盟（にほんフットサルれんめい、Japan Futsal Federation）は、日本サッカー協会 (JFA) とともに日本におけるフットサルを統括するJFA傘下の組織である。1977年に日本ミニサッカー連盟として設立され、1995年に現在の名称になった。

## 歴史
1977年11月12日に日本サッカー協会の下部組織として日本ミニサッカー連盟として設立され、初代会長には竹腰重丸が就任した。
日本ミニサッカー連盟は1979年に第1回全国小学生総合ミニサッカー大会を開催した。これは5人制の室内サッカーのサロンフットボール、6人制の屋外サッカーのガーデンフットボール、8人制のミニサッカーという3種類のサッカーを扱う大会だった。この大会は10年続いた後、JFAに主催を移してJFA 全日本U-12フットサル選手権大会（旧称全日本少年フットサル大会）として再出発した。1985年からは主催大会として全日本ミニサッカー選手権大会という成年を対象とした大会が始まった。1996年にJFAの主催によりJFA 全日本フットサル選手権大会が始まると、この大会は全国選抜フットサル大会に名称を変え、現在も行われている。
1985年にサロンフットボール（室内サッカー）の統括権をめぐって国際サロンフットボール連盟 (FIFUSA) と国際サッカー連盟 (FIFA) の間で対立が起きると、その国際紛争から距離をとるためにサロンフットボールを組織から切り離し、いずれ問題が解決した際には再度合体するという合意の上で、1988年6月に日本サロンフットボール協会を独立させた。同協会のメンバーの多くはやがて連盟に復帰したが、ごく一部はその後も北海道だけで活動を続けている。
1990年代に入るとフットサルをとりまく環境は急速に整備されていった。1994年7月にJFA内にフットサル委員会が設置された。全国47都道府県のサッカー協会にもフットサル委員会が設置されていった。FIFAによって1994年に室内5人制ミニサッカーの競技名が「フットサル」に統一された後、1995年4月に日本ミニサッカー連盟は日本フットサル連盟に改称された。
2007年、日本フットサル連盟の主催により、日本初の全国フットサルリーグとなるFリーグが始まった。
2022年、Fリーグが日本フットサル連盟から独立し一般社団法人日本フットサルトップリーグを設立。

## 主な大会

### 主催大会
- 全国選抜フットサル大会（1985年開始）
- FUTSAL地域チャンピオンズリーグ（2001年開始）
- 全国女子選抜フットサル大会（トリムカップ）（2008年開始）
- 地域女子チャンピオンズリーグ（2014年開始）

### 主管大会
- JFA 全日本フットサル選手権大会（PUMA CUP）（1996年開始。JFA主催）
- JFA 全日本女子フットサル選手権大会（2004年開始。JFA主催）

### 後援大会
- 日本フットサル施設連盟選手権大会

## 歴代会長
- 竹腰重丸[2]
- 多和健雄[2]
- 小長谷良策[2]
- 鳩山邦夫[2]
- 長沼健[2]
- 大仁邦彌[1]
- 小倉純二